# La tierra de la gran promesa (película de 1975)
La tierra de la gran promesa (en polaco: Ziemia obiecana, 'Tierra prometida') es una película dramática polaca de 1975 dirigida por Andrzej Wajda, basada en la novela homónima de Władysław Reymont. Ambientada en la ciudad industrial de Lodz, la cinta cuenta la historia de tres amigos, uno polaco, otro alemán y el último judío, que quieren levantar una empresa en el duro ambiente del capitalismo durante los últimos años del siglo XIX.
Wajda presenta una imagen impactante de la ciudad, con sus fábricas sucias y peligrosas y sus opulentas residencias, carentes de gusto y cultura. La película sigue los pasos de autores como Dickens, Zola y Gorki, así como de expresionistas alemanes como Knopf, Meidner y Grosz, que dieron testimonio de protesta social.
El cineasta estadounidense Martin Scorsese reconoció la película como una de las obras maestras del cine polaco y en 2013 la seleccionó para proyectarla junto con películas como Cenizas y diamantes, Hechiceros inocentes, Nóż w wodzie y El hombre de hierro en Estados Unidos, Canadá y Reino Unido como parte del festival de películas polacas Martin Scorsese Presents: Masterpieces of Polish Cinema.

## Resumen
Karol Borowiecki (Daniel Olbrychski), un joven noble polaco, es el ingeniero jefe de la fábrica textil Bucholz. Es despiadado en el trato con los trabajadores, pero educado con patronos y burgueses, entre los que cultiva una gran estima. Planea montar su propia fábrica con la ayuda de sus amigos, el alemán Max Baum (Andrzej Seweryn), heredero de un desvencijado telar manual, y Moritz Welt (Wojciech Pszoniak), un empresario judío sin apenas historia. El romance de Borowiecki con Lucy Zucker (Kalina Jędrusik ), la esposa de un magnate textil que le avisa con antelación de un cambio en los aranceles del algodón y ayuda a Welt a ganar dinero en el mercado de futuros de Hamburgo. Sin embargo, hay que encontrar más dinero, por lo que los tres personajes dejan de lado su orgullo para conseguir el capital necesario.
El día de la inauguración de la fábrica, Borowiecki tiene que negar su romance con la esposa de Zucker a un marido celoso que, él mismo judío, le hace jurar sobre un objeto sagrado católico. Borowiecki luego acompaña a Lucy en su exilio a Berlín. Sin embargo, Zucker envía a un asociado para espiar a su esposa; confirma el asunto e informa a Zucker, quien se venga de Borowiecki quemando su nueva fábrica sin seguro. Borowiecki y sus amigos pierden todo aquello por lo que habían trabajado.
La película avanza unos cuantos años. Borowiecki se recuperó económicamente al casarse con Mada Müller, una rica heredera, y es dueño de su propia fábrica. Su fábrica está amenazada por una huelga de trabajadores. Borowiecki se ve obligado a decidir si abre o no fuego contra los trabajadores en huelga y manifestantes, quienes arrojan una piedra a la sala donde están reunidos Borowiecki y otros. Un asociado le recuerda que nunca es demasiado tarde para cambiar sus costumbres. Borowiecki, que nunca ha mostrado compasión humana hacia sus subordinados, autoriza a la policía a abrir fuego.

## Reparto
- Daniel Olbrychski : Karol Borowiecki
- Wojciech Pszoniak : Moritz Welt
- Andrzej Seweryn : Maks Baum
- Kalina Jędrusik : Lucy Zucker
- Anna Nehrebecka : Anka
- Bożena Dykiel : Mada Müller
- Andrzej Szalawski : Herman Bucholz
- Stanisław Igar : Grünspan
- Franciszek Pieczka : Mr Müller
- Kazimierz Opaliński : padre de Maks
- Andrzej Łapicki : Trawiński
- Wojciech Siemion : Wilczek
- Tadeusz Białoszczyński : padre de Karol
- Zbigniew Zapasiewicz : Kessler
- Jerzy Nowak : Zucker
- Piotr Fronczewski : Horn
- Jerzy Zelnik : Stein
- Maciej Góraj : Adam Malinowski
- Grażyna Michalska : Zośka Malinowska
- Włodzimierz Boruński : Halpern
- Danuta Wodyńska : Mrs Müllerowa
- Marian Glinka : Wilhelm Müller
- Jadwiga Andrzejewska : Mrs Bucholz
- Aleksander Dzwonkowski : Zajączkowski
- Zdzisław Kuźniar : Kaczmarek
- Halina Gryglaszewska : Mrs Malinowska
- Jerzy Oblamski : Mr Malinowski

## Producción
La escena de la orgía en el jardín del palacio de Kessler contó con trabajadoras textiles como extras. Y como hacía frío, los 'calentaron' con un poco de alcohol. "Estaban tan metidos en la atmósfera que se desnudaron más de lo debido", recuerda Andrzej Halinski, director adjunto.
Partes de la película se rodaron en la villa del "Rey del Algodón" Karl Wilhelm Scheibler. 

## Premios
En el noveno Festival Internacional de Cine de Moscú de 1975, la película ganó el Premio de Oro. También estuvo nominada al Premio de la Academia a la Mejor Película en Lengua Extranjera.